# Chiesa di San Pietro (Ardara)
La chiesa di San Pietro è un edificio religioso situato ad Ardara, centro abitato della Sardegna settentrionale. Consacrata al culto cattolico, fa parte della parrocchia di Santa Maria del Regno, diocesi di Ozieri.
La chiesa, ubicata alla periferia dell'abitato, venne edificata in forme romaniche, agli inizi del tredicesimo secolo. Subì un crollo nella seconda metà dell'Ottocento e venne ricostruita e riaperta al culto circa 60 anni dopo.